# Tomboy (film, 2011)
Pour les articles homonymes, voir Tomboy.
Pour plus de détails, voir Fiche technique et Distribution.
Tomboy est un film français écrit et réalisé par Céline Sciamma sorti en 2011.

## Synopsis
Laure, un enfant de dix ans, « garçon manqué » (tomboy en anglais), s’installe dans une nouvelle ville avec ses parents et sa sœur Jeanne au cours des vacances d'été. Un jour Laure rencontre Lisa à qui elle se présente en tant que Mickaël, un garçon. Ses cheveux courts, sa façon de s'habiller et ses allures garçonnières suffisent à ce que Lisa ne se pose pas de question. Lisa introduit alors ce Mickaël auprès des enfants de son groupe d'immeubles et il fait rapidement partie de la bande.
Il a encore si peu de poitrine qu’il peut, torse nu, jouer avec eux au football et nager : pour rendre la chose vraisemblable, il a pris soin de couper le haut de son maillot de bain, ne gardant que le slip, et de mettre un morceau de pâte à modeler dans sa culotte pour faire croire qu’il a un pénis. En jouant au football avec les garçons, alors que ces derniers urinent près du terrain, il ressent lui-même un besoin pressant, et part dans les buissons pour se soulager. Surpris accroupi par un des garçons, il se lève brusquement et urine sur son short. Mickaël observe le garçon qui l'a surpris raconter aux autres comment il s'est « pissé dessus ». Il est humilié, mais pas découvert, et l'affaire semble bientôt oubliée. La situation se complique car Lisa semble de plus en plus tomber amoureuse de celui qu'elle prend pour un garçon ; un jour, elle l'embrasse et Mickaël lui rend la pareille. Plus tard, Lisa s'étonne que le prénom Mickaël ne figure pas sur la liste des élèves attendus à la prochaine année scolaire.
En l’absence de Laure alias Mickaël, Lisa vient chez lui. C’est Jeanne, sœur cadette de Laure, qui lui ouvre. Lorsque Lisa demande Mickaël, Jeanne ne vend pas la mèche mais, au retour de Laure, elle menace sa sœur de tout raconter à leurs parents. Cependant, elle accepte de ne rien dire et en échange Laure/Mickaël l'emmène jouer avec les autres enfants.
Un jour, pour protéger sa petite sœur, Mickaël se bat avec l'un des garçons. La mère de ce dernier vient se plaindre à celle de Mickaël, parlant de lui comme d'un garçon. Sa mère comprend alors ce qui s’est passé mais ne révèle rien sur le moment. Dès le lendemain, elle force Laure alias Mickaël à enfiler une robe et l’emmène révéler son secret au garçon et à Lisa. Celle-ci est choquée. Plus tard, Mickaël observe, caché, les autres enfants jouant dans la forêt. Ces derniers le découvrent et poussent Lisa à vérifier le sexe de Mickael en le déculottant (d'abord réticente, elle s'exécute après qu'on lui a fait remarquer qu'elle avait embrassé une fille, ce qu'elle reconnaît être « dégoûtant »). Après cette humiliation, Laure/Mickaël reste quelques jours dans l'appartement. Voyant Lisa seule dans le jardin devant l'immeuble, près de l'endroit où les deux enfants s'étaient rencontrés la première fois, Laure/Mickaël la rejoint, et lorsque cette dernière lui demande à nouveau son prénom, Laure/Mickaël lui révèle son prénom de naissance.

## Fiche technique
- Titre : Tomboy
- Réalisation : Céline Sciamma
- Scénario : Céline Sciamma
- Photographie : Crystel Fournier
- Musique : Para One et Tacteel[1]
- Montage : Julien Lacheray
- Son : Benjamin Laurent, Sébastien Savine et Daniel Sobrino
- Production : Bénédicte Couvreur
- Coproduction : Élisabeth Depardieu, Christophe Girard et Olivier Meyrou
- Sociétés de production : Hold Up Films & Productions, en coproduction avec Lilies Films et Arte France Cinéma, avec la participation de Canal+ et de Arte France, en association avec Cofinova 6, avec le soutien de la région Île-de-France
- Budget : 1 million d'euros[2]
- Pays :  France
- Format : couleur - 1,85:1 - 35 mm - Son Dolby Digital
- Genre : drame
- Durée : 82 minutes
- Date de sortie :
  - France : 20 avril 2011

## Distribution
- Zoé Héran : Laure / Mickaël
- Malonn Lévana : Jeanne, la petite sœur de Laure
- Jeanne Disson : Lisa, la nouvelle copine de Mickaël
- Sophie Cattani : la mère de Laure, enceinte
- Mathieu Demy : le père de Laure
- Rayan Boukekri : Rayan
- Yohan Vero : Vince, un garçon de la bande
- Noah Vero : Noah, un garçon de la bande
- Cheyenne Lainé : Cheyenne, une amie de Jeanne
- Christel Baras : la mère de Lisa
- Valérie Roucher : la mère de Rayan

## Production
Tomboy est réalisé avec des moyens et une équipe plus restreints que ceux de Naissance des pieuvres, le précédent et premier long-métrage de Céline Sciamma. La production a été rapide : l'idée du film est présentée à la productrice en mars 2010, le scénario est écrit en avril, le casting et les recherches de financements sont lancés en mai ; le tournage, préparé en trois semaines, a lieu au mois d'août en vingt jours, et est suivi d'une phase de postproduction de dix semaines ; moins de onze mois s'écoulent jusqu'à la première projection du film à Berlin. L'équipe du film, réduite, comprend une dizaine de personnes. Le tournage a lieu à Vaires-sur-Marne, dans deux décors, une forêt et un appartement.
Avant sa sortie au cinéma en France, le film est présenté au 61e Festival international du film de Berlin le 11 février 2011.

## Accueil
À sa sortie en France en avril 2011, le film reçoit un très bon accueil critique. À la date du 23 avril 2011, le site Allociné lui attribuait une note moyenne de 4,23 sur 5, d'après les notes envoyées par vingt-deux titres de presse.
À l'automne 2013, le film relance le débat sur l'étude du genre en France, et notamment sur son supposé enseignement à l'école. Tomboy a été en effet inscrit en septembre 2012 dans le dispositif « École et cinéma », soutenu par le ministère de l'Éducation nationale et par le ministère de la Culture, qui entend initier les élèves à la culture cinématographique. La polémique part entre autres de la ville de Niort, où une mère de famille envoie à l'instituteur de son enfant une lettre où elle estime « tout à fait dangereux de laisser penser à des enfants de 9 ans que l'on peut changer de sexe, qui plus est sans dommage ». Dans un contexte de reprise des manifestations contre le mariage homosexuel, une pétition intitulée « Non à la diffusion du film Tomboy dans les écoles ! » est lancée fin novembre, affichant 16 650 signatures le 22 décembre.
Le taux de satisfaction des enseignants parisiens ayant visionné Tomboy est quant à lui très élevé, 79 % d'entre eux jugeant le film « très intéressant » (en comparaison, seul le film Peau d'âne avait obtenu un score plus élevé avec 84 %). De son côté, l'instance ayant décidé de la diffusion de ce film dans les écoles en juin 2011 juge dans son rapport qu'il faut « faire confiance à la capacité d'analyse des élèves et ne pas projeter des peurs d'adultes sur ce que pourraient penser des enfants ».

### Protestations contre sa diffusion
À l'occasion de sa diffusion télévisée sur la chaîne franco-allemande Arte, l'association catholique Civitas lance une pétition visant à l'empêcher. Réunissant près de 40 000 signatures en ligne, la pétition reste sans effet : le film est bien diffusé le mercredi 19 février 2014 à 20h50 et réunit 1,25 million de téléspectateurs (4,9 % de part de marché), soit une des meilleures audiences de l'histoire de la chaîne.
Une projection prévue par le collège épiscopal de Walbourg le 5 mai 2023 est annulée à la suite de protestations de parents d’élèves après une publication sur le site Riposte catholique,.
Le 28 juin 2023, Animus Fortis, un groupe d’extrême droite, tente de faire interdire sa diffusion par l'association LGBTQIA+ Berry dans un cinéma de Saint-Amand-Montrond, entraînant un changement du lieu de la projection à la suite de suspicions de fuite de courriers internes des organisateurs.

## Réception queer du film

### Représentation d'un enfant queer et transidentité
Le film Tomboy de Céline Sciamma évoque la thématique du genre pendant l’enfance, et notamment les questionnements que celui-ci peut provoquer chez les enfants.
Le genre est considéré comme une performance par Judith Butler, c’est-à-dire que dès la naissance, les individus apprennent à performer une identité de genre, qu’elle soit masculine ou féminine. Rien de nos gestes « féminins » ou « masculins » ne seraient alors innés, puisque que tout est social. Le film de Sciamma se conçoit dans cette lignée. Céline Sciamma a par ailleurs affirmé que Tomboy révélait les pressions que les garçons doivent endurer pour performer leur masculinité.
Le film met en scène le personnage de Laure/Mickaël qui est défini comme « tomboy », c’est-à-dire un garçon manqué. Mais plus qu’un garçon manqué, il veut être perçu comme un garçon tout court. Cela se fait par des signes et comportements extérieurs, à savoir des paroles, des crachats, jouer au football, se battre, etc. En reproduisant les comportements masculins attendus par la société, il montre qu’ils ne sont pas innés (et donc performatifs dans le sens de Butler). Mais le film va plus loin, en abordant la notion du corps et ici, du corps masculin. La masculinité est poussée à son comble puisqu’il arrive à mettre en scène le signifiant le plus puissant de la virilité, le phallus, par cette prothèse construite par ses soins.
Le film tente également de montrer comment les enfants font tôt dans leur vie l’expérience d’une identité queer, bien avant de pouvoir la nommer.

### Approche phénoménologique du genre
Le corps est l’objet central du film, Céline Sciamma disait ainsi en 2011 « Le corps, c’est les limites [et] l’objet du film » . On peut alors émettre une analyse phénoménologique du genre dans Tomboy.
Maurice Merleau-Ponty, qui a contribué au développement du courant philosophique de la phénoménologie, expliquait ainsi que le corps est le moyen par lequel nous expérimentons le monde et notre environnement, c’est par une expérience physique et corporelle du monde que l’on se trouve. Il écrivait ainsi que « nous sommes au monde par notre corps […]. Mais en reprenant ainsi contact avec le corps et avec le monde, c’est aussi nous-même que nous allons retrouver ». Dans le film, c’est par la transformation partielle de son corps que Laure/Mickaël essaie de s’immiscer dans la peau d’un garçon, et de paraître garçon aux yeux de la société. C’est ainsi qu’il rencontre Lisa dans la peau d’un garçon, il fait l’expérience de la rencontre dans un corps défini comme masculin.

### Un film qui peine à dépasser la binarité des genres
Malgré la volonté de construire un personnage dont l’identité genrée est fluide, il faut rappeler que Laure/Mickaël est avant tout défini comme un « tomboy », c’est-à-dire une fille qui aurait l’apparence et le comportement attendus chez un garçon. Cela signifie donc qu'il ne se conçoit pas totalement par les notions d’homosexualité, de transidentité ou d’intersexuation. Le titre même du film, Tomboy, montre que Laure/Mickaël est compris comme une femme qui ne répond pas aux attendus de son genre, qui préfère faire comme les garçons, mais cela nous place alors dans une vision des genres simplement binaire.

## Distinctions
- Berlinale 2011 : Prix du jury aux Teddy Awards, prix récompensant les films traitant de sujets LGBT pendant le festival[18].
- Prix du public pour Tomboy au 11e Panorama du cinéma européen de Meyzieu[19],[20].
- Seconde place au 22e prix des Auditeurs du Masque et la Plume[21]
- Meilleur film de l'année 2011 pour Le Cercle
- Zoé Héran fut nommée pour le Young Artist Award dans la catégorie Premier rôle dans un long métrage international[22].
- Prix Jacques-Prévert du scénario 2012, catégorie scénario original, pour Céline Sciamma, décerné par la Guilde française des scénaristes

## Musique du film
Always est l'unique musique présente dans le film. Elle a été composée par Para One et Tacteel, et est sortie sur un album du nom de Fair Enough le 12 juillet 2011.